# Filbert-matrix
Een filbertmatrix van de orde {\displaystyle n>0} is een vierkante {\displaystyle n\times n}-Hankel-matrix {\displaystyle F_{n}} waarvan de elementen het omgekeerde zijn van fibonaccigetallen. De {\displaystyle n}-de orde filbertmatrix {\displaystyle F_{n}} heeft dus elementen
{\displaystyle f_{ij}={\frac {1}{\varphi _{i+j-1}}}},
waarin {\displaystyle \varphi _{m}} het {\displaystyle m}-de fibonaccigetal is.
Thomas M. Richardson van de Western Michigan University bedacht de naam filbertmatrix naar analogie met hilbert-matrix. In een hilbert-matrix zijn de elementen het omgekeerde van natuurlijke getallen {\displaystyle 1,2,3,\ldots }:
{\displaystyle h_{ij}={\frac {1}{i+j-1}}}
Van hilbert-matrices is bekend dat de elementen van de inverse matrix ervan, gehele getallen zijn. Richardson bewees dat dit ook geldt voor de inverse matrix van een filbertmatrix. Hij leidde een expliciete formule af voor de elementen van een inverse filbertmatrix en bewees die met behulp van computeralgebra. De formule vertoont een opvallende gelijkenis met de formule voor de elementen van de inverse hilbert-matrix. Waar de laatste in binomiaalcoëfficiënten {\displaystyle {n \choose k}} is uitgedrukt, gebruikt de eerste zogenaamde fibonomiaalcoëfficiënten, gedefinieerd voor {\displaystyle k=0,\ldots ,n} als:
{\displaystyle {n \choose k}_{F}=\prod _{i=1}^{k}{\frac {\varphi _{n-i+1}}{\varphi _{i}}}={\frac {\varphi _{n}\varphi _{n-1}\ldots \varphi _{n-k+1}}{\varphi _{k}\varphi _{k-1}\ldots \varphi _{1}}}}